# Toxorhina contractifrons
Toxorhina contractifrons är en tvåvingeart som först beskrevs av Edwards 1933.  Toxorhina contractifrons ingår i släktet Toxorhina och familjen småharkrankar. Inga underarter finns listade i Catalogue of Life.